# Бережанская гимназия
Бережанская гимназия имени Б. Лепкого (укр. Бережанська гімназія імені Б. Лепкого) — гимназия в Бережанах, сыгравшая заметную роль в развитии местной культуры в Восточной Галиции. 

## История
Изначально основанная в Збараже в 1789 году, гимназия была перемещена в Бережаны по распоряжению правительства в 1805 году. Княгиня Изабелла Любомирская пожертвовала пять залов городской ратуши гимназии для размещения. Торжественное открытие состоялось 2 сентября 1805 года. С момента основания преподавание велось на немецком языке.
Первый выпускной экзамен с аттестатом зрелости в гимназии был проведён в 1865 году. С 1874 года языком преподавания становится польский, а в 1905 году создаются украиноязычные классы. До 1918 года гимназия действовала под названием "Высшая гимназия в Бережанах". В июне 1906 года состоялось торжественное празднование 100-летия гимназии в Бережанах.
В 1900—1910 годах в гимназии действовал ученический кружок «Молодая Украина». В нём состояли многие украинские деятели культуры: Александр Барвинский, Богдан Лепкий, Степан Томашевский, Роман Борковский и другие. В 1900—1914 годах в школе работало 30 учителей-украинцев.
После окончания Первой мировой войны и образования ЗУНР с ноября 1918 года гимназия функционировала как государственная школа с украинским языком преподавания.
После создания Второй Речи Посполитой школа функционировала как гимназия в неоклассическом стиле. В 1920-е годы гимназия по-прежнему располагалась в здании ратуши, принадлежавшей графу Якубу Потоцкому. В 1926 году в гимназии велось преподавание на польском и русинском языке. В то время в школе было восемь польскоязычных классов с восемью отделениями, в которых учились в общей сложности 286 учеников и 53 ученицы.
Постановлением министра по делам религий и народного образования от 15 февраля 1937 года гимназии было присвоено название "Государственная гимназия им. маршала Эдварда Рыдз-Смиглы в Бережанах". Приказом министра народного образования Войцеха Свентославского от 23 февраля 1937 года гимназия была преобразована в "Государственный лицей и гимназию им. маршала Эдварда Рыдз-Смиглы в Бережанах" (государственная средняя общеобразовательная школа, состоящая из четырёхлетней гимназии и двухлетнего лицея), а после вступления в силу реформы Енджеевича школа имела общий смешанный характер: преподавание гуманитарных наук велось на польском и русинском языке, а естественные только на польском.
С 1924 года гимназия действовала в новом здании на Гимназийной улице (нынешняя школа №1). С 1944 году гимназия была закрыта, а в 1992 году возобновила свою деятельность в здании бывшей учительской семинарии на Русинской улице. С 2003 года школа носит имя Богдана Лепкого.

## Директоры гимназии
- Йозеф Вернер (1844)[9]
- Антоний Лишка (1845—1862)[10][11]
- Вильгельм Шехтель
- Антоний Солтыкевич (1868—1872)[12]
- Матеуш Куровский
- Францишек Гжегорчик (до 11 июня 1905)[13][14]
- Александр Фрончкевич (с 13 октября 1905)[15]
- Владимир Гусак
- Роман Костлих (1918—1938)